# Lädermätare
Lädermätare (Rhodostrophia vibicaria) är en fjärilsart som beskrevs av Carl Alexander Clerck 1759. Lädermätare ingår i släktet Rhodostrophia och familjen mätare. Enligt den finländska rödlistan är arten nära hotad i Finland. Arten är reproducerande i Sverige. Artens livsmiljö är torra gräsmarker. Inga underarter finns listade i Catalogue of Life.

## Bildgalleri

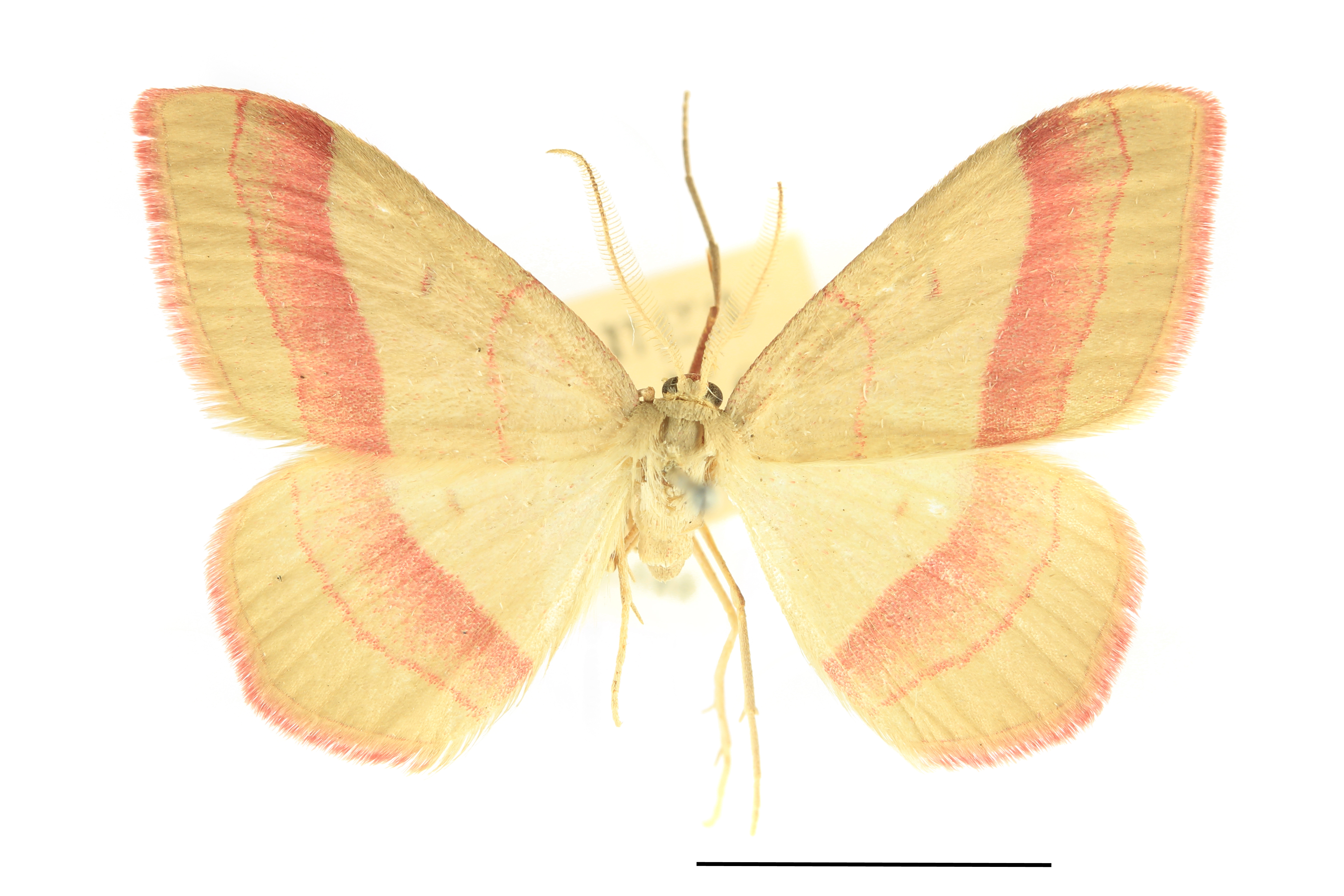
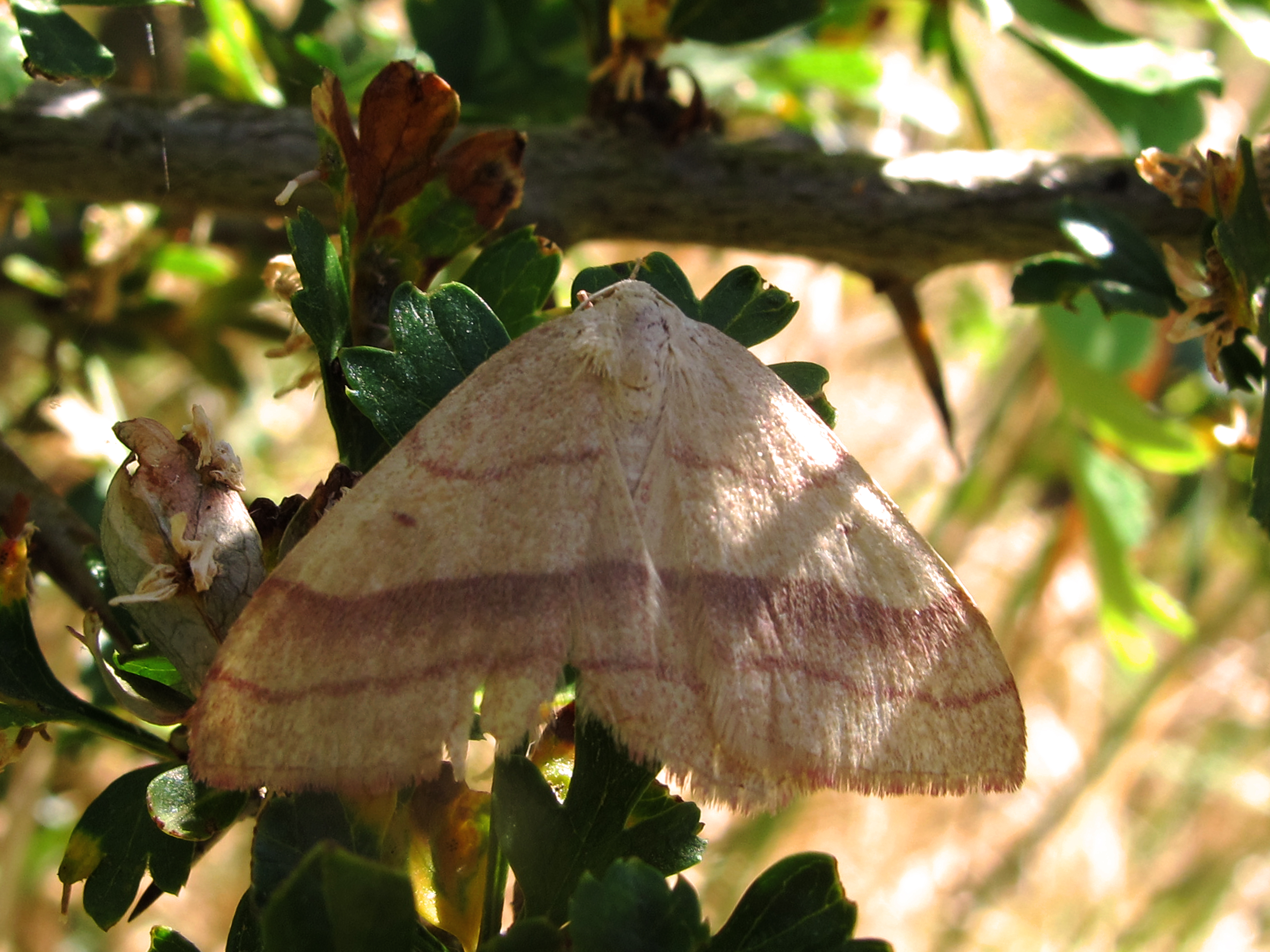